# Indulgentiarum doctrina

Wappen von Papst Paul VI.

Mit der apostolischen Konstitution Indulgentiarum doctrina vom 1. Januar 1967 ordnete Papst Paul VI. die Neuordnung des Ablasswesens an. 

## Anliegen und Inhalt
In einigen einführenden Kapiteln fasst Paul VI. die Ablasslehre der römisch-katholischen Kirche zusammen, die seit vielen Jahrhunderten in der Kirche bestanden hätte, und führt als ihr Fundament die göttliche Offenbarung an, wie sie an die Apostel weitergegeben worden sei.
Im vierten Kapitel geht der Papst auf die besondere Rolle der Päpste bei der Ablassgewinnung ein, da der Erlöser selbst diese beauftragt habe, seine Kirche zu weiden und zu leiten. Wenn die Kirche beim Ablass von ihrer Gewalt als Dienerin am Erlösungswerk Christi Gebrauch mache, so bete sie nicht nur, sondern teile dem recht bereiteten Christgläubigen autoritativ den Schatz der Genugtuungen Christi und der Heiligen zum Nachlass der zeitlichen Sündenstrafen zu. Missbräuche in der Vergangenheit wie etwa das wahllose und überflüssige Gewährens von Ablässen hätten zur Missachtung der kirchlichen Schlüsselgewalt, zur Schwächung von Buße und Sühne geführt, „verderbliche Gewinnsucht“ zur Lästerung des Ablasses.
Die Motive für die Ablassgewährung seien indes hochzuschätzen, da die Erkenntnis, Böses nicht aus eigener Kraft sühnen zu können, die Gläubigen zu heilsamer Demut anrege. Bei der Gewinnung von Ablässen erkennen die Gläubigen nämlich, dass sie das Böse aus eigener Kraft nicht sühnen können, das sie sich selbst, aber auch der ganzen Gemeinschaft durch ihre Sünde angetan haben. Und so werden sie zu heilsamer Demut angeregt. Der Gebrauch der Ablässe sei zudem ein Werkzeug der Nächstenliebe und trage zur Heiligung der ganzen Kirche bei. 
Mit einer Mahnung an die Gläubigen, die Ablasslehre nicht „zu verlassen oder gering zu achten, sie vielmehr in Ehrfurcht als wertvollen Schatz der katholischen Familie aufzunehmen und zu befolgen“, geht der Papst zu den Normen der Neuordnung über, die dazu gedacht seien, der Ablassgewinnung „mehr Würde und Achtung“ zu verleihen. Zu den zwanzig Punkten der Neuordnung zählen unter anderem die Verminderung der Zahl der vollkommenen Ablässe, Veränderungen bei den Maßgaben der unvollkommenen Ablässe, Maßgaben für bisher mehrmals an einem Tag toties quoties neu gewonnene Ablässe und die Gewährung von vollkommenen Ablässen in der Sterbestunde.